# 栗田善成の土曜娯楽版
『栗田善成の土曜娯楽版』（くりたよしなりのどようごらくばん）は、2013年4月6日からKBCラジオ（九州朝日放送）で放送されているワイド番組である。放送開始時の放送時間は毎週土曜 7:00 - 12:00 （日本標準時）。2019年1月からは11:00までに短縮され、2020年4月4日からは毎週土曜 7:00 - 7:30に短縮の上、収録となり、2021年3月27日に最終回を迎えた。これにより栗田善成のまずはラジオでおつかれさんから続いたKBCラジオの栗田善成メインパーソナリティ番組の歴史に幕を閉じた。

## パーソナリティ
- 栗田善成（2018年6月から8月まで休演していた。）
- 太田祐輔（KBCアナウンサー 2018年6月より栗田善成の代役として出演。栗田の復帰後も出演し、2018年10月にレギュラーパーソナリティーに昇格したが、2019年3月30日をもって降板。）
- 福本清子（きょんちゃん）
- 甲斐田貴之（2019年4月 - 2020年3月28日）

## タイムテーブル
※以下は5時間生放送時代。
- 7:00 オープニングトーク
- 7:25 ラジオショッピング
- 7:30 交通情報
- 7:55 KBC朝日新聞ニュース
- 7:58 天気予報
- 8:30 交通情報
- 8:54 KBC朝日新聞ニュース
- 8:57 天気予報
- 9:00 流行の門
- 9:10 とっても健康らんど
- 9:26 ヨドバシカメラマルチメディア博多ほっと情報
- 9:30 善成音楽堂
- 9:54 KBC朝日新聞ニュース
- 9:57 天気予報
- 10:00 艶出し川柳 - 『栗田善成のまずはラジオでおつかれさん』時代から続くコーナーである。
- 10:15 ひまわり号リポート
- 10:25 交通情報
- 10:30 min-onコンサートエクスプレス
- 10:45 きょんちゃんの長浜1丁目クッキング
- 10:54 KBC朝日新聞ニュース
- 10:57 天気予報
- 11:01 テレフォン人生相談
- 11:25 ラジオショッピング
- 11:30 山本譲二の住まいるフレンド
- 11:50 KBC朝日新聞ニュース
- 11:53 天気予報
- 11:55 エンディングトーク